# Ernest Renshaw
Ernest Renshaw (3. januar 1861 in Leamington Spa – 2. september 1899 i Waltham St. Lawrence) var en engelsk tennisspiller.
Sammen med sin tvillingebror William Renshaw vandt Ernest Renshaw herredoubletitle i Wimbledon fem gange. Han vandt også singlemesterskabet én gang, i 1888, og blev optaget i International Tennis Hall of Fame i 1983. Ernest var 15 minutter ældre og en halv tomme højere end sin tvillingebror.